# Monique Berlioux
Monique Edith Colette Berlioux (* 22. Dezember 1923 in Metz; † 27. August 2015 in Niort) war eine französische Schwimmerin, Journalistin und Sportfunktionärin. Sie war als Generalsekretärin des Internationalen Olympischen Komitees 15 Jahre lang eine der Persönlichkeiten, die den Weltsport mit gestalteten.

## Sportliche Laufbahn
Schon als Kind trainierte Monique bei ihrer Mutter Suzanne (die später unter anderem die Trainerin von Christine Caron war) in Paris und konnte so zum ersten Mal mit 15 Jahren französische (Jugend)Meisterin werden. Von 1941 bis 1952 war sie ohne Unterbrechung französische Meisterin im Rückenschwimmen. Da die Olympischen Spiele 1940 und 1944 ausfielen, konnte sie im Wesentlichen eine nationale Karriere machen und wurde 40-mal französische Meisterin. 1948 nahm sie an den Olympischen Spielen in London teil (Halbfinale über 100 m Rücken), hatte aber bereits ihren Leistungshöhepunkt überschritten. 1950 war sie im Endlauf der Europameisterschaften. Ihre letzte französische Meisterschaft gewann sie 1952. 1990 gewann sie bei der Seniorenweltmeisterschaft der Fédération Internationale de Natation Amateur in Rio de Janeiro mit 49,72 s über 50 m Rücken die Silbermedaille. Insgesamt hat sie elfmal den französischen Rekord über 100 und 200 m Rücken verbessert.

## Nationale Karriere
Während des Krieges schrieb sie für Untergrundzeitungen der Résistance und leistete Botendienste, indem sie unter anderem Nachrichten schwimmend durch die Seine in Paris transportierte.
Nach dem Abitur auf dem Lycée Fénelon (Paris) studierte sie nach Kriegsende Literatur an der Sorbonne und schloss dies mit der Maîtrise 1948 ab. Sie arbeitete als Sportjournalistin für Parisien Libéré, Front National, L’Aurore, Le Figaro, The Observer, La Libre Belgique, Revue Olympique, ORTF, BBC, ABC und CBS. 1956 heiratete den Journalisten und Literaten Serge Groussard, behielt aber ihren Namen, der ein Markenzeichen im französischen Sport war. Die Ehe blieb kinderlos, und sie unterbrach ihre berufliche Laufbahn nur kurz. Von 1951 bis 1955 organisierte sie im Racing Club de France eine Sektion für Synchronschwimmen. Als der Verein sich wieder auf Leichtathletik und Bahnschwimmen konzentrierte, gründete sie den Nautic Club de France, der auf Synchronschwimmen spezialisiert war und wurde Vorsitzende der Kommission für Synchronschwimmen des französischen Schwimmverbandes (Fédération française de natation). Da sie für sportliche Spitzenleistung und guten Journalismus stand, engagierte Maurice Herzog, der unter de Gaulle Staatssekretär für Jugend und Sport geworden war, sie als seine Pressechefin, was sie von 1960 bis 1966 blieb. 1966–1967 blieb sie in derselben Funktion bei Sportminister François Missoffe. Für ihr Buch zu den Olympischen Spielen fuhr sie nach Lausanne zum IOC, arbeitete im Archiv und sprach mit dem Generalsekretär Johann Westerhof sowie mit Avery Brundage und auch Lord Killanin, die ihr – ohne dass sie sich beworben hätte – aufgrund des Eindrucks, ihren Lebenslaufes und der Berufserfahrung die Stelle als Leiterin der Presseabteilung des IOCs anboten, die sie noch 1967 antrat.
Da sie sich für die Olympischen Spiele in Paris eingesetzt hatte, wurde sie vom Pariser Bürgermeister Jacques Chirac als Consultant angestellt (1985–1996); da Chirac anschließend Präsident Frankreichs wurde, übertrug er ihr eine Reihe wichtiger repräsentativer Aufgaben: Präsidentin des Vergabekomitees für die Ehrenmedaille Jugend und Sport (1998–2012), Mitglied des Ausschusses für die Auswahl von nationalen Orden und Ehrenzeichen (1998–2010) (so regte sie die Gloire du sport an), Vizepräsidentin der Académie des sports, dann Präsidentin und schließlich Ehrenpräsidentin der Association des écrivains sportifs, Mitglied (1963), dann Vizepräsidentin (1986–2000) des Internationalen Fair-Play Komitees, Präsidentin (1992–2005), dann Ehrenpräsidentin (seit 2005) des Verbandes der Sportler, die Frankreich international vertreten haben.

## Internationale Karriere
Bereits 1969 entließ Brundage seinen Generalsekretär. Da Brundage im Wesentlichen von Chicago aus agierte, war die Geschäftsstelle in Lausanne häufig auf sich gestellt und der Generalsekretär hatte eigenmächtig entschieden, ohne Brundage zuvor zu fragen. Monique Berlioux nahm kommissarisch die Aufgaben des Generalsekretärs wahr und von 1971 bis 1985 wurde ihr offiziell der Titel einer Generalsekretärin verliehen. Sie behielt jedoch zusätzlich die Aufgaben als Leiterin der Pressestelle. 1973 und 1981 leitete sie die IOC Kongresse in Varna und in Baden-Baden. Auch bei Wechsel vom Präsidenten Brundage zum Präsidenten Killanin, konnte sie ihre Aufgaben behalten. Der Wechsel zu Präsident Juan Antonio Samaranch war auch zunächst unproblematisch, da sie aus ihrer Erfahrung in Frankreich der Professionalisierung der Sportler positiv gegenüberstand, solange man bei den Olympischen Spielen selbst kein Geld verdiente und Profis nicht besonders privilegiert wurden. Aber schon 1985 zeigten sich die konträren Interessen: Samaranch wollte die Olympischen Sommerspiele 1992 auf jeden Fall in seiner Heimatstadt Barcelona haben, Berlioux in Paris. Samaranch trennte sich von ihr, wobei der IOC-Sportdirektor Walther Tröger besonders hilfreich war. Zwischen dem Präsidenten des Internationalem Boxverbandes (AIBA) Anwar Chowdhry für Samaranch und dem Schweizer Anwalt François Carrard, der später selbst Generalsekretär des IOC wurde, für Berlioux wurden die Details des Aufhebungsvertrages ausgehandelt. Die Angaben hierüber sind in den Medien diskutiert worden. Nach den Unterlagen der Stasi erhielt sie 7,3 Mio. US-Dollar, nämlich 1 Million als Abfindung sowie eine Gehaltsfortzahlung für den gesamten Zyklus der Olympischen Spiele bis 1988 sowie einen Dienstwagen und dessen Unterhalt bis 1988. Dafür verpflichtete sie sich im Gegenzug zur lebenslangen Verschwiegenheit gegenüber jedermann über ihre Arbeit und das IOC selbst. In ihren Büchern (der WorldCat hat 54) schreibt sie daher auch nichts über ihre Zeit beim IOC.

## Ehrungen
- Kommandeur der Ehrenlegion
- Großoffizier des Ordre national du Mérite
- 1983 wurde der seit 1921 jährliche Ehrenpreis für die beste Frau der Académie des Sports nach Berlioux benannt
- Großkreuz des Ordre national du Mérite